# Henning Halldor
Albin Henning Halldor, född 18 september 1892 i Sunne socken, Värmland, död 26 juni 1990 i Hägersten, var en svensk trädgårdsmästare och författare.
Henning Halldor var son till hemmansägaren Olof Olsson. Efter utbildning vid flera stora trädgårdar genomgick han Alnarps trädgårdsskola 1914–1916 och arbetade därefter vid en trädanläggningsbyrå i Stockholm. Halldor blev 1920 redaktionssekreterare i veckopublikationen Viola, tidning för trädgårdsodlingen i Sverige, och var dess redaktör från 1926. Han var VD för Blomsterförmedlingen från dess bildande 1923. Bland hans skrifter märks Den mindre trädgården (1923, 2:a upplagan 1943), Förteckning över i Sverige utkommen litteratur rörande trädgårdsodling 1628–1930 (1935) och Förteckning över i Sverige utgivna periodiska skrifter rörande trädgårdsodling (1935). Han blev 1945 ledamot av Kungliga Skogs- och Lantbruksakademien. Halldor tillhörde från 1918 ledningen för den svenska esperantorörelsen och var 1918–1941 chef för förlagsföreningen Esperanto u. p. a., som bland annat utgav ordböcker och svensk skönlitteratur på esperanto. Han är gravsatt i minneslunden på Brännkyrka kyrkogård.